# George Duller

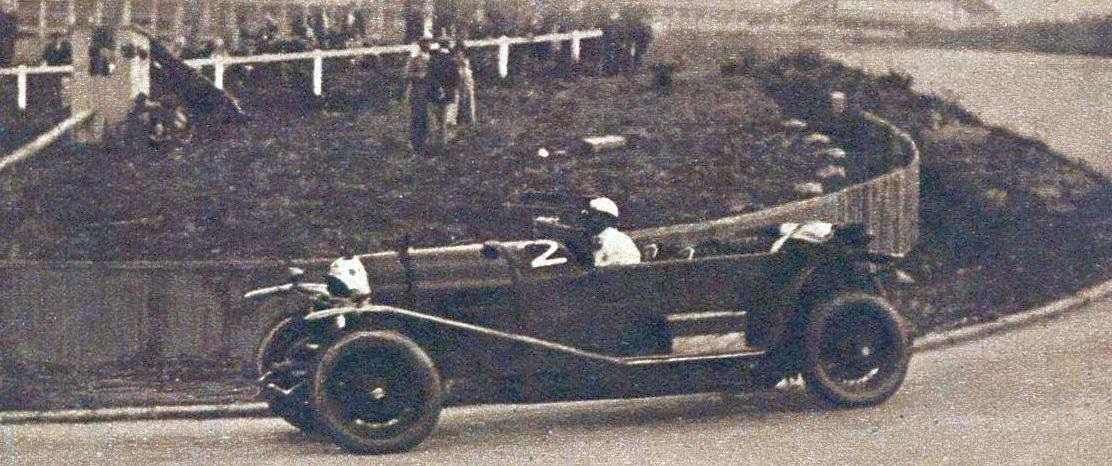
Der siegreiche Bentley 3L von Frank Clement und George Duller beim 24-Stunden-Rennen von Paris 1927

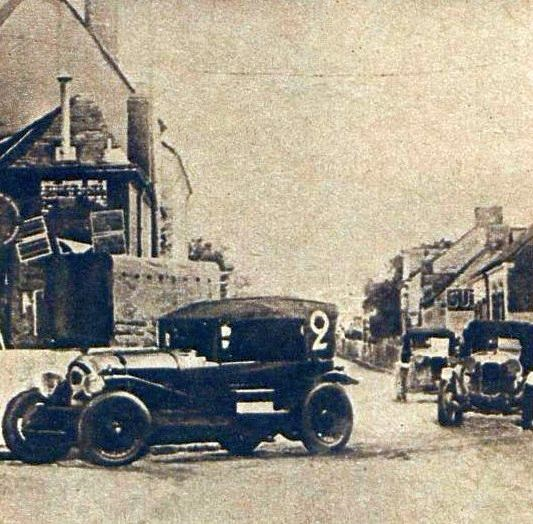
Der in den Maison-Blanche-Unfall beim 24-Stunden-Rennen von Le Mans 1927 verwickelte Bentley 3 Litre Super Sport von André d’Erlanger und George Duller

George Edward Duller (* 26. Januar 1891 in Plaistow; † 6. August 1962 in Epsom) war ein britischer Jockey und Autorennfahrer.

## Jockey
George Duller war in den 1910er-Jahren ein bekannter und erfolgreicher britischer Hindernis-Jockey. 1918 gewann er die britische Jockey-Meisterschaft. Nach dem Ende seiner Rennkarriere kehrte er nach dem Zweiten Weltkrieg zum Pferdesport zurück und trainierte in den 1950er-Jahren Pferde für Hindernisrennen. Er starb an einem Herzinfarkt am August Bank Holiday 1962, als er das Epson horse race meeting besuchte.

## Karriere als Rennfahrer
Die Rennkarriere von Duller begann in den frühen 1920er-Jahren. Zum Motorsport kam er durch seinen Freund J. G. Parry-Thomas, der einige Geschwindigkeitsrekorde hielt. Erste Rennen fuhr er in Brooklands, wo er 1921 am Booklands Light Handicap teilnahm. Die Renn- und Teststrecke in Weybridge, mit den Steilkurven und den vielen Rekordfahren, wurde zu Duller’s Motorsportheimat. 1924 gehörte er zur Werksmannschaft von Darracq und wurde beim 200-Meilen-Rennen von Brooklands im Bugatti Zweiter hinter Louis Zborowski im Mercedes. Seinen ersten Sieg feierte er 1927 beim 6-Stunden-Rennen von Brooklands. Duller fuhr ein Sunbeam Sports Model und gewann das Rennen mit deutlichem Vorsprung auf Sammy Davis im Alvis 12/50 und dem Duo Tim Birkin und Frank Clement im Bentley 3L Speed. Der zweite Gesamtsieg des Jahres gelang bei einem 24-Stunden-Rennen. Gemeinsam mit Clement gewann er auf einem Bentley 4.5 litre das 24-Stunden-Rennen von Paris auf dem Autodrome de Linas-Montlhéry.
Zweimal war Duller als einer der Bentley Boys beim 24-Stunden-Rennen von Le Mans am Start. Sein Debüt gab er 1925 als Werksfahrer für Sunbeam und Partner von Henry Segrave. Das Duo konnte das Rennen nach einem Kupplungsschaden am Sunbeam Sport Le Mans nicht beenden. 1926 fiel er erneut vorzeitig aus und im Jahr darauf war er in das White-House-Desaster verwickelt. Der Massenunfall betraf unter anderen auch die drei Bentley’s von Leslie Callingham, Sammy Davis und George Duller. Alle Beteiligten blieben unverletzt. Während die Wagen von Callingham und Duller so stark beschädigt waren, dass sie nicht mehr am Rennen teilnahmen konnten, für Davis seinen Bentley gemeinsam mit Dudley Benjafield noch zum Gesamtsieg.
Duller fuhr bis 1937 Autorennen. Seinen letzten Einsatz hatte er beim 500-Meilen-Rennen von Brooklands 1937, wo er wegen eines technischen Defekts am eingesetzten Duesenberg ausfiel.

## Statistik

### Le-Mans-Ergebnisse
| Jahr | Team                  | Fahrzeug                     | Teamkollege      | Platzierung | Ausfallgrund     |
| ---- | --------------------- | ---------------------------- | ---------------- | ----------- | ---------------- |
| 1925 | Sunbeam Motor Company | Sunbeam 3 Litre Super Sports | Henry Segrave    | Ausfall     | Kupplungsschaden |
| 1926 | Bentley Motors Ltd.   | Bentley 3 Litre Speed Model  | Frank Clement    | Ausfall     | Motorschaden     |
| 1927 | Bentley Motors Ltd.   | Bentley 3 Litre Super Sport  | André d’Erlanger | Ausfall     | Unfall           |